# 林國賡 (光緒進士)
林國賡（？—？），字敭伯，廣東省廣州府番禺縣人，清朝政治人物、進士出身。

## 生平
光緒十八年（1892年），参加光緒壬辰科殿試，登進士二甲32名。同年五月，改翰林院庶吉士。光緒二十年四月，散館，著以部属用。